# Dendrobium crumenatum
Dendrobium crumenatum är en orkidéart som beskrevs av Olof Swartz. Dendrobium crumenatum ingår i släktet Dendrobium, och familjen orkidéer. Inga underarter finns listade i Catalogue of Life.

## Bildgalleri

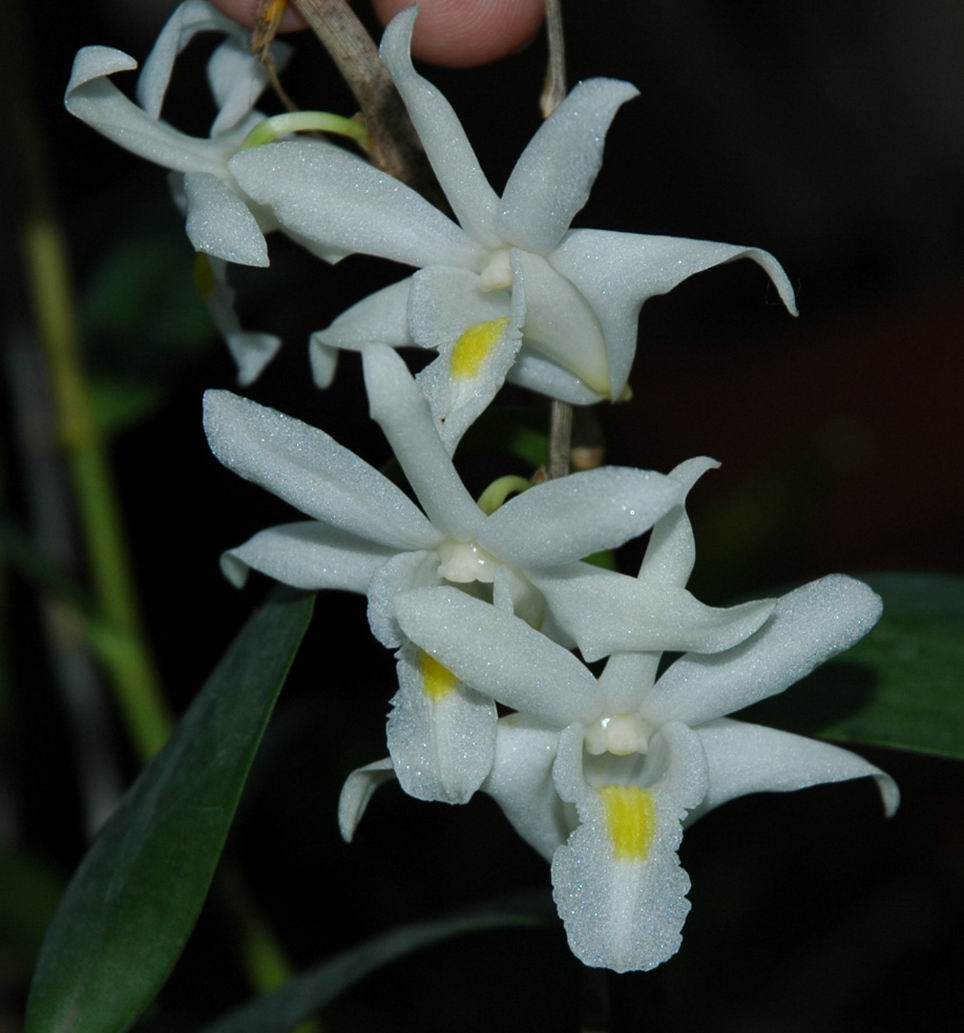
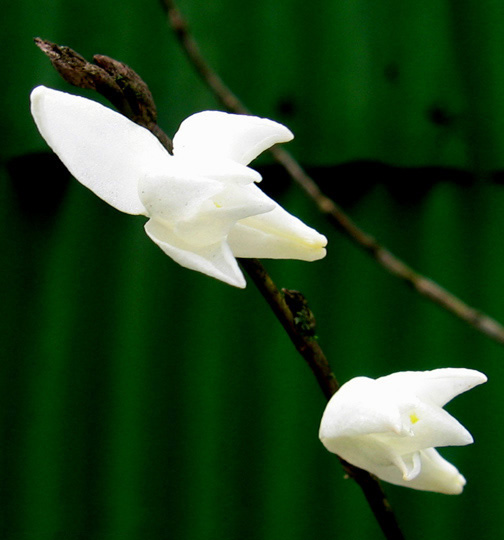
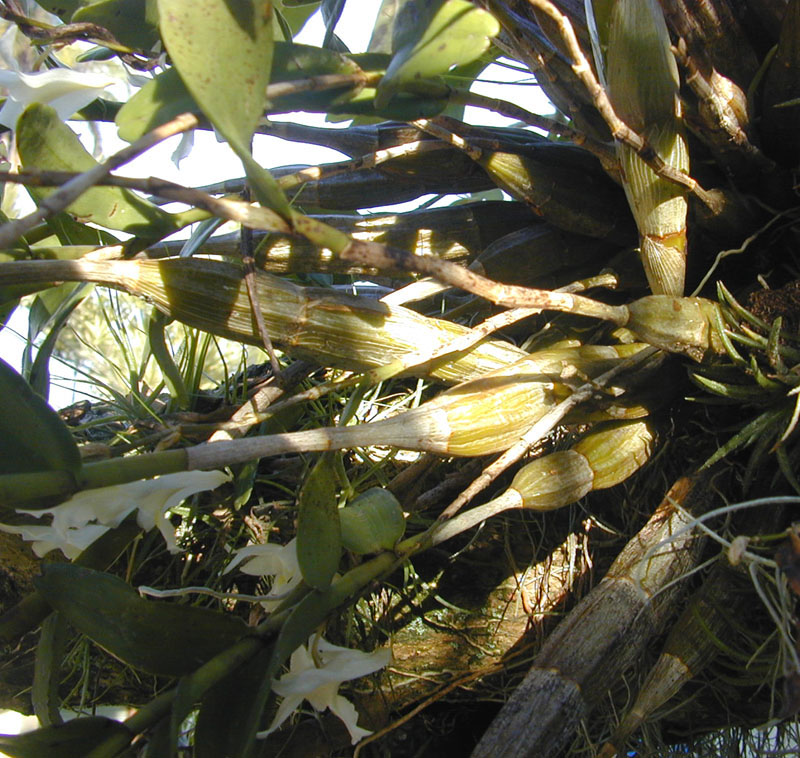
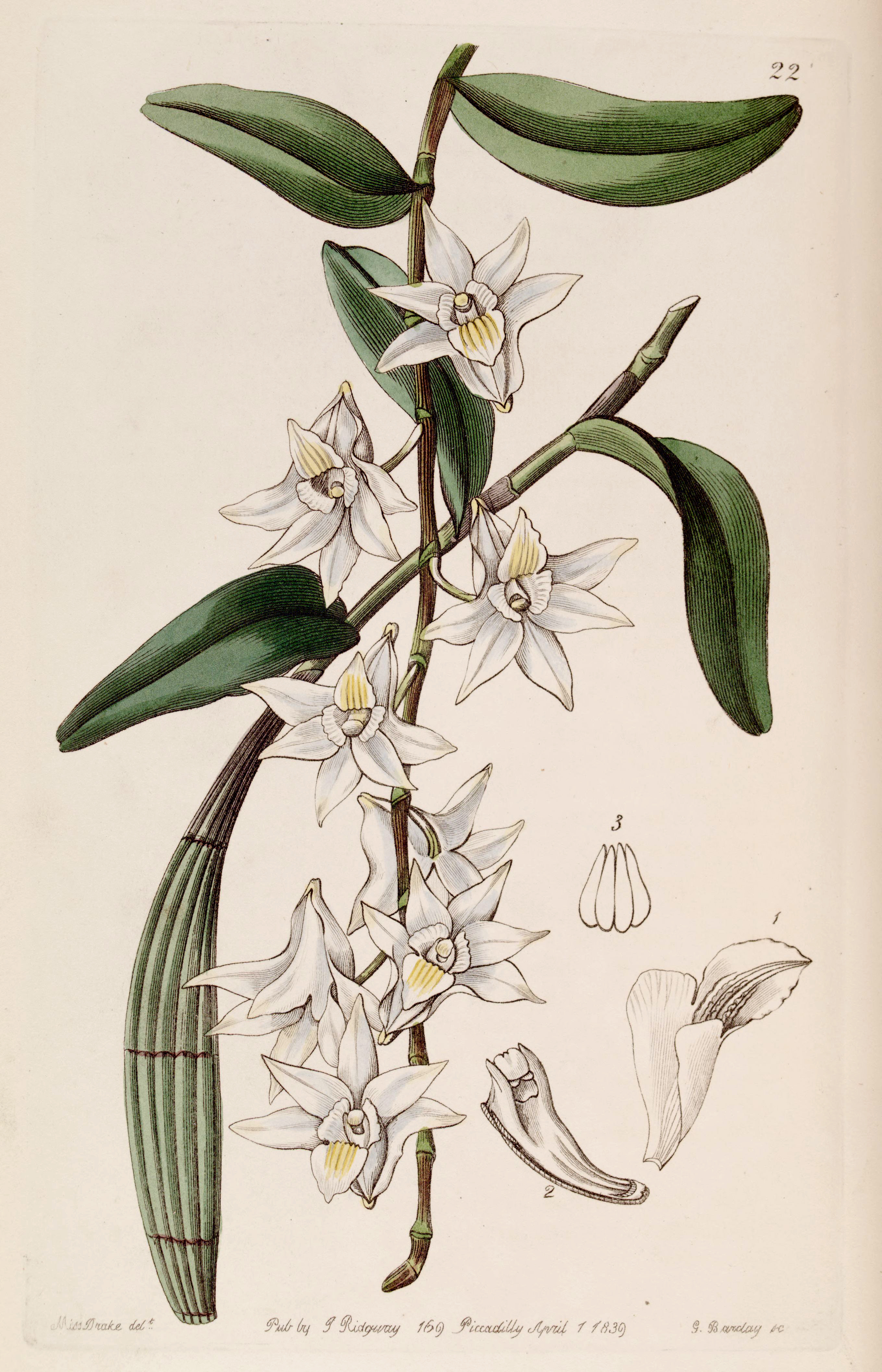
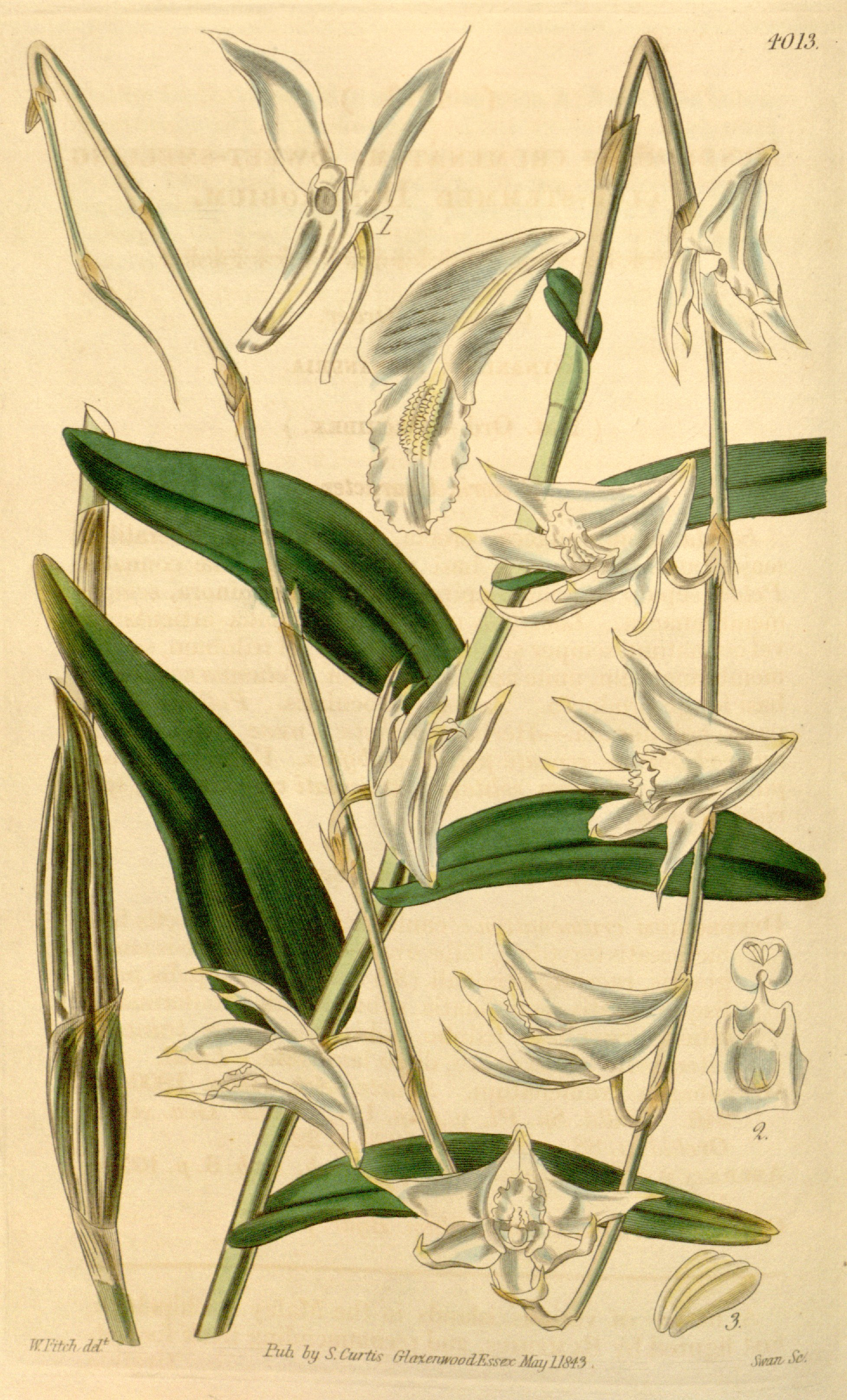
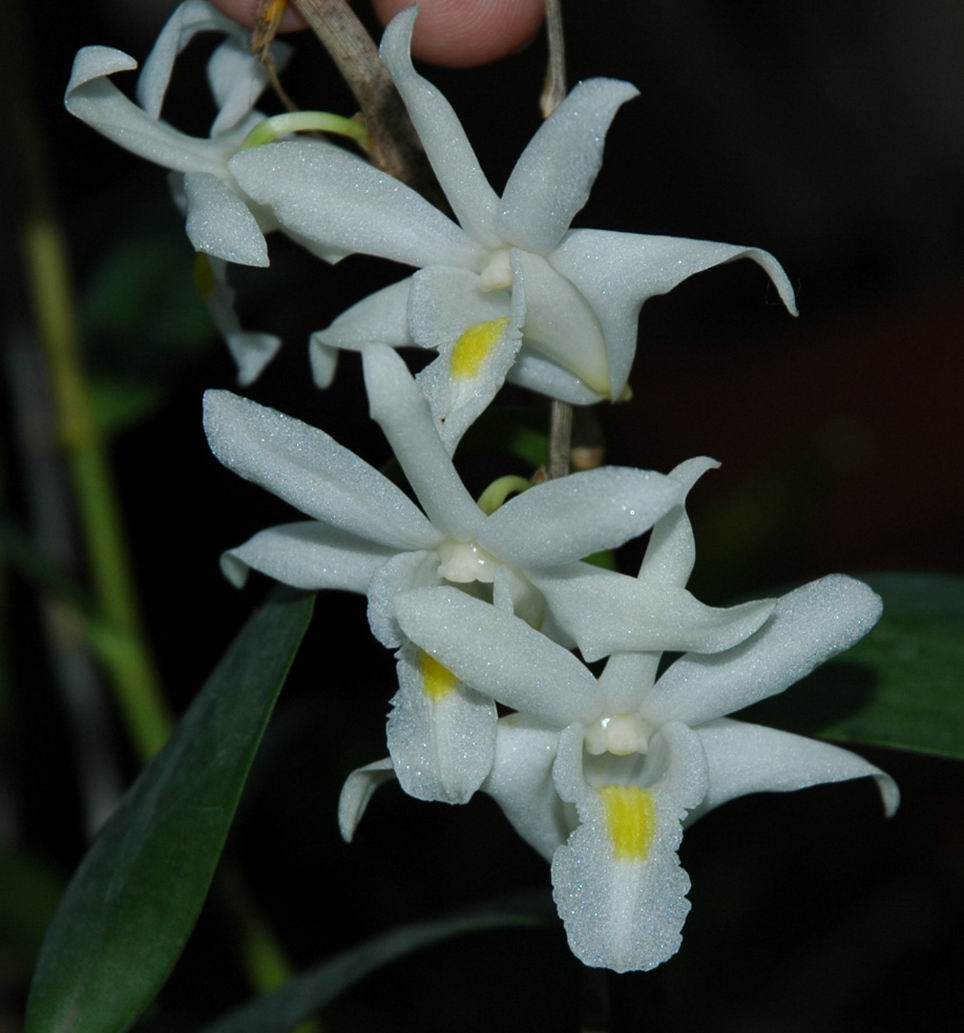